# 小商桥站
小商桥站是一个京广铁路上的铁路车站，位于河南省漯河市郾城区商桥镇，建于1912年，目前为四等站，邮政编码为462344。目前客运：办理旅客乘降；行李、包裹托运；货运：办理整车货物发到。货运列车常在此站待避旅客列车。
1998年6月24日，SS8-0001号机车曾在许昌-小商桥区段的提速实验中达到240公里/小时的速度记录。